# 고다 로한
고다 로한(幸田露伴, 1867년 음력 7월 23일~1947년 7월 30일)는 일본의 소설가이다. 본명은 시게유키(成行). 다른 호로는 가규안(蝸牛庵), 사사노쓰유(笹のつゆ), 라이온 도슈(雷音洞主), 다쓰텐시(脱天子) 등 다수. 에도 시타야 출생. 일본 제국학술원 회원이자 제국예술원 회원이었다. 제1회 문화 훈장 수상자였다. 딸 고다 아야도 수필가·소설가였다. 다카기 다쿠(高木卓)의 백부이기도 하다.
『풍류불』(風流仏)로 평가를 얻어 「오층탑」 「운명」등의 문어체 작품으로 문단의 지위를 확립. 오자키 고요와 함께 붉은 이슬 시대라는 시대를 구축했다. 의고전주의 대표적인 작가였으며 또한 한문학 · 일본 고전과 여러 종교에도 통달하였고, 많은 수필이나 사전(史傳) 외, 『바쇼 칠부집 평역』(芭蕉七部集評釈) 등의 고전 연구 등을 남겼다. 일본에서는 「로한, 소세키, 오가이」로 나란히 일컬어지며 일본의 근대 문학을 대표하는 작가 중 한 명이다.

## 생애
게이오 3년(1867년) 7월 23일(8월 22일), 무사시국 에도 시타야 산마이바시정(三枚橋町, 지금의 도쿄도 다이토구)에서 넷째 아들로 태어났다. 아버지는 막신였던 고다 리잔(幸田利三, 시게노부成延), 어머니는 유우(猷)였다. 고다 집안은 에도 시대 다이묘의 체차를 직업으로하는 표어방주중이었다. 로한의 아명은 데쓰시로(鉄四郎)였다. 로한은 어려서부터 병약하여 생후 27일 만에 의사의 신세를 지는 등 어릴 때 여러 번 사경을 헤맨 적이 있었다. 이듬해 우에노 전쟁이 일어나서 아사쿠사 스와 정(浅草諏訪町)으로 옮겨진다.
시타야에 돌아온 뒤 간다에 정착했다. 시타야 이즈미 길(下谷泉橋通り)의 세키치요(関千代, 서예가 세쓰 셋코関雪江의 언니)에게서 배웠으며, 오카치 정(御徒士町)의 아이다 씨의 학원에서 素読을 배웠다. 1875년(메이지 8년), 치요의 권유로 도쿄 사범 학교 부속 초등학교 (현 쓰쿠바 대학 부속 초등학교)에 입학. 이 때부터 구사조시(草双紙), 독본을 애독하게 되었다.
졸업 후 1878년(메이지 11년), 도쿄부 제일중학교(지금의 도쿄도립 히비야 고등학교) 마사노리과에 입학한다. 오자키 고요와 우에다 가즈토시(上田萬年), 가노 고키치(狩野亨吉) 등과 동급생이었다. 이후 가계 사정으로 중퇴하고 14세에 도쿄영학교(현재의 아오야마 가쿠인 대학)에 진하게 되었지만, 이것도 중퇴하였다. 이후 도쿄 부 도서관에 다니게 되어, 아와시마 간게쓰와도 알게 되었다. 또한 형 나리쓰네(成常)의 영향으로 하이쿠와도 가까워졌으며 나아가 기쿠치 소켄(菊地松軒)의 迎羲塾에서 지즈카 레이스이(遅塚麗水)와 함께 한학, 한시를 배웠다.
16세 때 국비생으로 일본 체신성 관립 전신수기학교(電信修技学校, 훗날의 체신관리연습소)에 들어갔고, 졸업 후 관직 인 전신 기사로서 홋카이도 요이치에 부임했다. 현지 게이샤 들에게도 인기가 있었다고 전해지는데, 쓰보우치 쇼요의 「쇼세쓰 신즈이」나 당세 서생 기질(当世書生気質)을 접하게 되고 문학의 길에 뜻이 생겼다고 한다. 그 탓도 있어, 1887년(메이지 20년) 관직을 포기하고 수도로 돌아왔다. 이 홋카이도에서 도쿄까지의 과정이 '돌관 기행(突貫紀行)의 주제이다. 또한 도중에 얻은 하이쿠 里遠し いざ露と寝ん 草枕에서 따서 로한이라는 호를 쓰게 되었다.
면관 처분을 받은 아버지가 시작한 지물포 愛々堂에 근무하는 한편으로 이하라 사이카쿠(井原西鶴)를 애독했다. 이 무렵부터 《호색오인녀》의 사본을 썼다. 1889년(메이지 22년), 로한은 《이슬 방울》(露団々)의 초고를 썼는데, 이 작품은 아와시마 간게쓰(淡島寒月)를 통해 『도시의 꽃』(都の花)에 발표되었다. 이것이 야마다 비묘(山田美妙)의 격찬을 받았고, 또한 「풍류 부처」(1889년), 시타야 구 야나카 덴노지(谷中天王寺)를 무대로 하는 「오층탑」(1893년) 등을 발표하여 작가로서의 지위를 확립한다.
1894년(메이지 27년), 장티푸스에 걸려 죽기 직전까지 갔다가 살아났으며, 이듬해 결혼했다. 이후 몇 년 동안 '수염 남자'(1896년) 「새로 쓰는 날개옷 이야기」(1897년) "椀久이야기"(1899년 ~ 1900년)을 발표했다. 또한 당시로서는 획기적인 도시 론이었던 《일국의 수도》( 1899 년 ) 《물의 도쿄》(1901년)도 발표한다.
이 무렵에 같은 세대의 오자키 고요과 함께 '紅露時代'라는 황금 시대를 맞이한다. '사실주의의 오자키 고요, 이상주의의 고다 로한'으로 나란히 칭송되며 메이지 일본의 문학의 한 시대를 쌓아 올린 로한은 근대 문학의 발전을 지향한 것으로 알려졌다. 또한 오자키 고요 · 쓰보우치 쇼요 · 모리 오가이과 함께 '紅露逍鴎時代'라는 말도 있다.
1904년(메이지 37년) 지금까지 몇 번이나 중단하곤 했던 「하늘 치는 파도(天うつ浪)의 집필을 그만두었다. 이후 로한은 주로 역사적 사건에 대한 전기 작성 및 고전 평석으로 초점을 옮겼다. 역사 전기의 작품으로는 《요리토모》 《다이라노 마사카도》 《가모 우지사토》 등이 있다. 한편, 이하라 사이가쿠(井原西鶴)나 《남총리견팔견전》을 평석하고 누나미 게이온(沼波瓊音), 오타 미즈호(太田水穂) 등 바쇼 연구회 6명과의 공저인 《바쇼 하이쿠 연구》(芭蕉俳句研究)를 펴냈다. 1920년(다이쇼 9년)에는 《바쇼 칠부집》의 주석을 시작해 17년에 걸쳐 만년인 1947년에 평석을 완성시키고 있다.
1907년(메이지 40년), 당의 전기소설 《유선굴》(遊仙窟)이 일본의 《만요슈》에 깊은 영향을 주었음을 논한 『유선굴』을 발표했다. 1908년(메이지 41년)에는 교토제국대학 문과 대학 초대 학장인 오랜 친구 · 가노 고키치(狩野亨吉)의 초청으로 국문학 강좌의 강사가되었다. 같은 시기에 나이토 고난(内藤湖南)도 동양사 강좌의 강사로 초빙되었다. 이 두 명은 각각 소설가로서, 기자로서 당시부터 유명했지만 학자로서의 역량은 미지수이며, 가노의 초빙은 당시 매우 파격적인 것으로 알려졌다.
로한의 지도를 받았던 중국학자 아오키 마사루(青木正児)에 따르면 일본문맥론(일본 문체의 발달사) · 소가 이야기와 화찬(和讃)에 대한 문학론 · 지카마쓰 세와 조루리(近松世話浄瑠璃) 등의 강의 내용으로, 결코 능숙한 화자는 아니었지만 학생의 평판은 아주 좋았다고 한다. 그러나 칠판에 쓰는 문자는 초서로 갈겨 쓰는 데다, 로한 본인이 체격이 탄탄하고 머리가 크다 보니 칠판이 가려서 학생들은 노트 필기를 제대로 하기 어려웠다고 한다. 로한은 학자로서도 충분한 소양이 있었지만, 어떤 사정으로 여름 휴가에서 도쿄로 돌아온 채 1년이 조금 못 되어 (교토에 이주한 것은 그해 초였다) 대학을 그만두고 말았다. 로한 자신은 농담 삼아 "교토에는 산밖에 없어서 낚시를 못해서"라고 말하고 있지만, 관료적이고 빡빡한 대학 분위기에 맞지 않았던 것 같다. 또한 아내 기미(幾美)가 병세가 있었던 이유로 생각된다(기미는 이듬해인 1910년에 세상을 떠났다). 아이러니하게도 대학을 그만두고 이듬해인 1911년 (메이지 44년)에 문학 박사 학위가 수여되었다(『유선굴』이 핵심 성과).
잠시 작품을 발표하지 않았던 시기를 거쳐 《유정기》(幽情記, 1915년에서 1917년의 작품을 정리한 단편집) 《운명》(1919년)을 발표하여 큰 호평을 받고 문단으로 복귀하였다. 이들은 중국의 고전을 바탕으로 한 작품이며, 나머지도 중국에서 소재를 취한 작품을 많이 발표하고 있다. 소설 집필 뿐만 아니라, 중국 도교 연구에서도 선구자 중 하나이며, 세계적으로 아직 대체로 도교가 연구되지 않고 있었던 시기에 몇몇 선구적인 논문을 나타내고 있다. 이러한 평가에 대해 《운명》은 다니자키 준이치로(谷崎潤一郎) 등의 극찬을 받았지만, 다카시마 도시오(高島俊男)는 "중국 사서를 에둘러 베껴 쓴 것에 불과하다"(中国の史書の丸写しに過ぎない)고 비판하고 있다. 도교 연구에 관해서는 난조 다케노리(南條竹則)가 "도교 서적을 두루 섭렵했지만 가장 감명받은 것은 로한과 마스페로의 것이었다"고 했으며, 마찬가지로 프랑스의 중국학자로 중국 문화 연구에 큰 업적을 남긴 앙리 마스페로의 저서 《도교》(Le Taoïsme et les religions chinoises)와 함께 현대에까지도 도교 연구의 고전으로 유명하다.
1937년 4월 28일에는 제1회 문화 훈장을 수여받았으며 일본 제국예술원 회원이 된다. 1947년(쇼와 22년) 7월 30일, 폐렴으로 협심증이 발병하였으며 패전 뒤 이주한 치바현 이치카와시 다이지(大字) 스가노(菅野, 현대 스가노 4초메)에서 만 79세의 나이로 사망하였다.

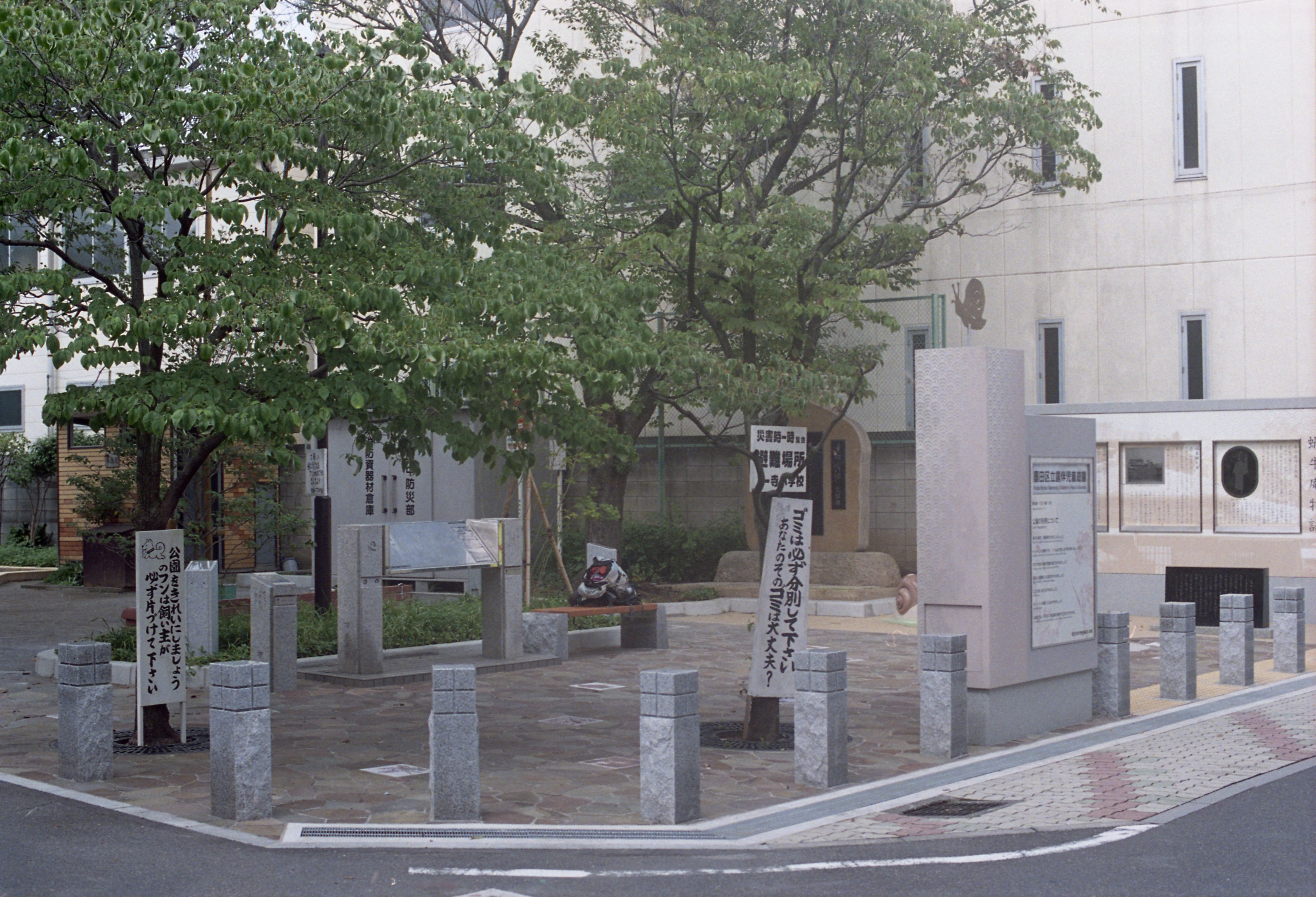
스미다 구립 로한 아동 놀이 (2015년 6월)

장례식은 세 칸 밖에 없는 작은 집에서 조촐하게 이루어졌지만, 가타야마 데쓰(片山哲, 당시 현직 총리)와 아베 요시시게(安倍能成)가 참석, 중의원(衆議院)과 참의원에서 조사(弔詞)를 보내 오기도 하였다. 묘소는 이케가미 혼몬지(池上本門寺). 계명은 로한 거사. 사후 스미다 구 데라지마 정(寺島町)에 있던 로한이 오래 거주했던 민가의 노후화로 철거되고 대신 그 자리에는 공원이 건설되었다. 공원은 1963년 4월 24일에 완성, 5월 상순에 개원식이 행해져 '로한 공원'이라는 이름이 붙여졌으며, 이 공원은 현대에도 '스미다 구립 로한 아동 놀이터'로 남아 있다.

## 가족 · 친족
로한은 고다 시게노부와 유우 부부의 넷째 아들이다. 맏형 시게쓰네(成常)는 사업가 사가 방적 전무 등을 지냈다. 둘째 형 나리타다(成忠, 시게타다重忠)는 해군 군인, 탐험가로 군지 가에 양자로 들어갔다. 남동생으로 역사학자 나리토모(成友, 시게토모重友)가 있었고 여동생 노부(延)는 피아니스트이자 바이올리니스트. 고우(幸)는 바이올리니스트이다.
고다 집안은 법화종(法華宗)을 종지로 하고 있었지만, 파면된 시게노부가 학우인 이와키 히로시와 우에무라 마사히사 의 권유로 기독교로 개종하고, 다른 가족도 입교시켰다. 요이치의 부임에서 귀경한 로한도 우에무라로부터 개종을 권유받았는데, 로한은 이를 거절했다. 따라서 부모 형제 가운데 로한만이 기독교인이 아니다.
29세에 야마무로 기미(山室幾美)와 결혼하였다. 절친한 이해 자이며, 장녀 우타(歌), 차녀 아야(文), 장남 시게토요(成豊, しげとよ)가 태어났다. 기미는 1910년(메이지 43년)에 인플루엔자로 사망했고, 그 2년 후인 1912년(1912년)에 장녀 우타도 젊은 나이에 사망했다. 이 해 로한은 기독교인 고다마 야요(児玉八代)와 재혼했다. 아야는 야요의 주선으로 미션계 여학교에 다녔다. 1926년 (다이쇼 15년), 장남 시게토요가 폐결핵으로 사망했다. 재취한 아내 야시로는 1933년(쇼와 8년)부터 로한과 별거에 들어갔고 1945년에 사망했다.
아야는 아버지 로한의 사망 직전에 수필을 기고하였고 나아가 로한 사후에는 아버지에 대한 수필로 주목을 받고 이어 소설도 쓰기 시작해 작가가 되었다. 후미의 외동딸 아오키 다마(青木玉)도 수필가, 또한 그 아들 아오키 나오(青木奈緒)는 독일 문학가이자 수필가이다.

## 기타
- 1897년(메이지 30년)부터 10년 동안 로한이 살았던 무코지마 가규안(向島蝸牛庵, 도쿄 부 남쪽 가쓰시카 군 데라지마 마을)은 박물관 메이지무라에 이전 보존되어 있으며, 일본의 등록 유형 문화재(건조물)이다.[12][13]
- 미래학자로서의 일면도 가지고 있어 1911년에 발표 된 《해학 손으로 쓴 미래 일기》(滑稽御手製未来記)에서는 무선 통신, 에스컬레이터, 모노레일, 전기 자동차 등이 적혀 있었다.

## 주요 작품
《로한 전집》(露伴全集)은 생전에 로한의 제자 우루시야마 마타시로(漆山又四郎)을 중심으로 편찬되었다. 로한 사후 시오타니 산(塩谷賛) 등에 의해 두 차례에 걸쳐 전집(이와나미 서점, 제2차 버전(전 44권)은 증보권을 추가하여 1978년부터 80년에 걸쳐 간행)이 편찬되었다.
소설
- 이슬 방울(1889년, 金港堂)
- 풍류 부처(風流仏, ふうりゅうぶつ) (1889년 9월 '新著百載'. 1889 년 요시오카 서적점) -
- 연외연(縁外縁, 1890년 1월 '日本之文華'에 게재. 6월 대촉루(対髑髏, たいどくろ)로 제목을 바꾸어 단편집 '엽말집葉末集'에 수록하였다.
- 이사나토리 (いさなとり, 1891년 전편 1892년 후편, 青木嵩山堂)
- 오층탑(1892 년 아오키嵩山堂"소설 오바 나 집」수록)
- 풍류미진장(風流微塵蔵, ふうりゅうみじんぞう) - (1893년 - 1895년 "국회"에 연재. 미완성. 제1권 1895 년 12월간, 제2권 1896년 2월간, 제3권 4월간, 제4권 8 월간)
- 수염 남자(ひげ男, 1896년, 박문관)
- 신 날개옷 이야기(新羽衣物語, 1897년 8월 무라이 형제 상회) - 담배 신제품의 경품으로 발간되었다.
- 天うつ浪 (1903년 1월 - 2005  1월 춘양당春陽堂) (미완)
- 골계어수제미래기(滑稽御手製未来記, 1911년)
- 눈 때리기(雪たたき, 1939년 '일본 평론')
- 연환기(連環記, 1941년 8월 「환상 이야기」에 수록. '일본 평론' 1941년 4월 - 7월)

사전(史傳)
- 니노미야 손토쿠 옹(二宮尊徳翁1891년, 박문관博文館)
- 요리토모 (頼朝1908년, 동아당東亜堂)
- 운명(1919년 잡지 「 개조 」4 월 창간호)
명나라의 건문제가 영락제에 쫓겨난 뒤 수십 년 동안 숨어 살았다는 전설에 대해 쓴 이야기, 그 밖에도 중국을 무대로 한 문어체 작품이 다수있다.
- 가모 우지사토
- 다이라노 마사카도

수필 · 평론

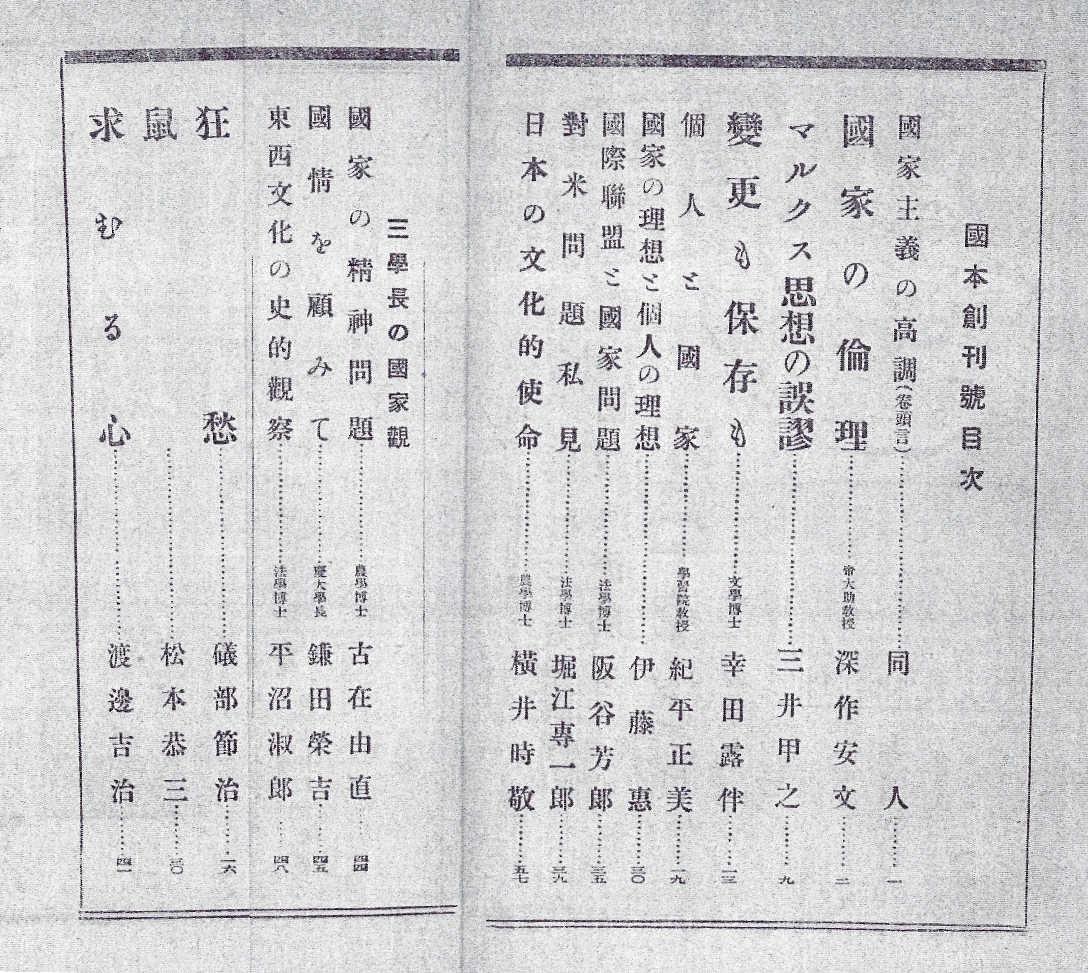
일본의 우익 단체인 고쿠본샤의 학회지인 '국본' 창간호 목차.

- 한 나라의 수도 (1899년 - 1901년 잡지 '신소설')
- 물의 도쿄(1901년 잡지 '문예클럽')
- 潮待ち草(1906년 동아당東亜堂)
- 가규안 야담(蝸牛庵夜譚, 1907년 11월 춘양당春陽堂)
'유선굴'을 수록하였다
- 소품십종(小品十種, 1908년 6월, 성공 잡지사)
- 보통문장론(普通文章論, 1908년 10월 박문관) - "문장은 즐겁게 써야 한다" 등 초심자를 위한 문장 안내서이다.
- 노력론(努力論, 1912년 동아당)
- 변경도 보존도(変更も保存も, 1921년 국본사)

하이쿠 평역
- 겨울 일기 발췌(冬の日記抄, 1924년 9월 이와나미 서점)
- 春の日・曠野抄(1927년 6월, 이와나미 서점)
- ひさご・猿蓑抄(1929년 12월, 이와나미 서점)
- 炭俵 · 続猿蓑抄(1930년 1월, 이와 나미 서점)
- 평역 바쇼 칠부집(評釈 芭蕉七部集, 1947년 완성). 이와나미 서점 7권 세트, 복각은 1983년, 1993년에 있었다.

기행 · 일기
- 침두산수(枕頭山水, 1893년 9월 박문관)
- 가규안 일기(蝸牛庵日記, 1949년 8월 중앙공론사)

연극
- 나와 나가토시(名和長年)

교가
- 도쿄 도립 스미다가와 고등학교(東京都立墨田川高等学校) 교가

## 주요 저작 신판
한국어 번역이 있는 서적은 a를 붙였음
- 《오층탑》 이와나미 문고, 개정판 1994년(1927년 초판) a
  - 한국의 연암서가에서 2020년 오층탑을 번역 출간하였다. 역자는 이상경이다.
- 《노력론》 이와나미 문고, 개정판 2001년/가도카와 소피아 문고 2019년 a
  - 한국의 이다서점에서 2022년 고다 로한의 격차라는 제목으로이다의 이유5로 번역 출간하였다. 역자는 여선미이다.
- 《환담 · 관화담 외 3편》(幻談・観画談 他三篇) 이와나미 문고 1990년
  - 한국의 연암서가에서 2020년 번역 출간하였다. 역자는 홍부일이다.
- 《연환기 외 1편》(連環記 他一篇) 이와나미 문고 1991년. 외1편은 '블랙 리치' a
  - 한국의 연암서가에서 2021년 연환기를 번역 출간하였다. 역자는 이상경이다.
- 《한 나라의 수도 외 1편》(一国の首都 他一篇) 이와나미 문고, 1993년. 외1편은 '물의 도쿄'
- 《시부사와 에이이치 전》 이와나미 문고, 2020년 야마다 슌지 해설
- 《구름의 그림자 · 가난의 설》(雲の影・貧乏の説), 코단샤 문예 문고 1994 년
- 《운명, 유정기》(運命・幽情記), 고단샤 문예 문고, 1997년
- 《바쇼 입문》(芭蕉入門) 고단샤 문예 문고, 2015년. 구판 · 신쵸 문고
- 《가모 우지사토 다케다 신겐 이마가와 요시모토》 고단샤 문예 문고 2016년
- 《고다 로한 근대낭만주의자문고6》(幸田露伴　近代浪漫派文庫6) 신학사(新学社) 2005년
- 《고다 로한 지쿠마 일본문학023》(幸田露伴　ちくま日本文学 023) 지쿠마 서방 <문고판> 2008년
- 《고다 로한 집 괴담 문호 괴담 걸작선 15》(幸田露伴集　怪談　文豪怪談傑作選15) 히가시 마사오(東雅夫) 편집 및 해설, 지쿠마 문고 2010년
- 《진찬회 로한의 음식》(珍饌会　露伴の食) 고단샤 문예 문고 2019년 난조 다케노리 편
- 《고다 로한 메이지 문학12》(幸田露伴　明治の文学12) 坪内祐三 편, 지쿠마 서방, 2000 년
- 《고다 로한 집 신 일본 고전 문학 대계 메이지 편 22》(幸田露伴集　新日本古典文学大系 明治編22) 이와나미 서점, 2002년
- 《로한 수필집》(露伴随筆集) 寺田透 편, 이와나미 문고 (상 · 하), 1993 년. 상권 고증 편 / 하권 언어 편
- 《작가의 자서전 81 고다 로한 소년시대 / 규해수호전》(作家の自伝81 幸田露伴 少年時代/硯海水滸伝) 登尾豊 편, 일본도서센터 1999년.

## 주요 회상·연구
- 고바야시 이사무(小林勇) 『가규안 방문기』(蝸牛庵訪問記) 이와나미 서점、1956년／지쿠마 서방(筑摩書房) 「著作集」、1983年／講談社文芸文庫、1991年
- 塩谷賛 『幸田露伴』 中央公論社全3巻／中公文庫全4巻、1977年
- 시모무라 료이치(下村亮一) 『만년의 로한』(晩年の露伴) 경제왕래사 1979년
- 篠田一士 『幸田露伴のために』 岩波書店、1984年
- 『近代作家 追悼文集成31 三宅雪嶺・武田麟太郎・織田作之助・幸田露伴・横光利一』 ゆまに書房、1997年
- 瀬里廣明 『露伴と道教』 海鳥社、2004年
- 関谷博 『고다 로한 론』(幸田露伴論) 한림서점 2006 년
- 登尾豊 「고다 로한 논고」 학술 출판회 <학술총서>, 2006 년
- 井波律子・井上章一編 『幸田露伴の世界』 思文閣出版、2009年
- 斎藤礎英 『幸田露伴』 講談社、2009年
- 関谷博 『幸田露伴の非戦思想 人権・国家・文明 -〈少年文学〉を中心に』 平凡社、2012年
- 岡田正子 『幸田露伴と西洋 キリスト教の影響を視座として』 関西学院大学出版会、2012年

## 등장 작품
영화
- 동생(1960년, 출연 : 모리 마사유키 )
- 동생(1976년, 출연 : 기무라 이사오 )
- 제도 이야기(1988년, 출연 : 타카하시 코지 )
- 우리 사랑의 악보 다키 렌타로 이야기(わが愛の譜 滝廉太郎物語, 1993년 연 : 시바타 쿄헤이)

텔레비전 드라마
- 동생(1958년, 출연 : 카토 지아 )
- 동생(1981년, 출연 : 스즈키 미즈호 )
- 동생(1990년, 출연 :中条 시즈오 )
- 고이시카와의 집(小石川の家, 1996년, 출연 : 모리시게 히사야 )
- 야마다 후타로 가라후리 사건첩(山田風太郎からくり事件帖, 2001년, 출연: 蓑輪裕太)
- 고다 집의 사람들(幸田家の人びと, 2002년 출연 : 나카무라梅雀)

놀이
- 유복시인(1964년, 출연 : 히라 미키지로)
- 유복시인(1989년, 출연 : 中野誠也)
- 오페라 다키 렌타로(1998년, 출연 : 후지타 요시히사)

애니메이션
- 제도 이야기(1991년, 출연 : 屋良有作)

## 같이 보기
- 일본 문학